# Прізвисько
Прі́звисько, придомок[джерело?] (ву́личне прі́звище, нік) — вид антропоніма: неофіційне особове іменування, яким середовище індивідуалізує або характеризує особу.
В українській мові термін прізвисько фіксується з XIV століття.

## Історія виникнення
Здавна в Україні поруч з іменами і прізвищами були поширені вуличні прізвиська. Окрім даного від народження імені, прізвиська мали і сивочубий козарлюга, і малюк-безштанько. У 1886 році харківська губернська управа склала бланки для подвірного опису, у яких була графа, де записувались прізвиська та причини їх виникнення. Розповідали[хто?], як під час чергового перепису населення повітові чини заходили у селянські двори і занотовували прізвища. Деякі селяни (хто через лінькуватість, хто заради жарту) називали імена, а на запитання про прізвище лише знизували плечима. Переписувачі не довго ламали голову над тим, як звітувати перед начальством. Якщо у дворі було брудно, то господаря записували Дришлею, якщо похропував у прохолодку на ряднині поза хатою, то його нагороджували прізвищем Тягнирядно, якщо помічали великий віз під навісом, то голова сім'ї і його дружина ставали Чумаками. Дітей, правда, могли прозивати, а через деякий час і записували Чумаченьками. І понині ці прізвища гуляють українськими селами, а прізвисько «чумак» одержують і неспокійні торговці, і тягаки, і неохаї.[джерело?]
Присліпа, Штиря, Харман, Сторчак, Підвечеря, Кабанець, Корж, Горб, Шмат, Шкода — ці та сотні подібних прізвищ значилися у списках куренів Запорозької Січі. Але вони, напевно, не були справжніми. Козаки не шукали слави у гучному імені. Хоч не красне прізвисько, проте власне. Важливіше було залишити після себе добрі справи. Більше того, часто зміни, навпаки, радували. Нове ім'я — нова доля. Адже серед запорожців було чимало втікачів, тих, хто прагнув швидше викреслити із пам'яті своє минуле. Загубившись у пониззі Дніпра, вони надовго, якщо не назавжди, розлучалися зі старими іменами. Від урядових осіб до Січі надходили різноманітні запити про втікачів. Але кошовий отаман незмінно надсилав одну й ту саму відповідь: у списках такого немає.
Відомого фаворита імператриці Катерини ІІ Григорія Потьомкіна в народі називали Катериничем. Та в нього було ще одне прізвисько, яким його нагородили козаки. Січовики нарекли Потьомкіна Грицьком Нечесою за те, що, як свідчать перекази, він носив довговолосу перуку і рідко коли її розчісував.
Козак не зволікав, коли лунав заклик збиратися в похід. Його ніщо не могло втримати вдома. «Коли стелиться доріжка, козакові не до ліжка». Ще б пак! Адже, якщо хтось виявить легкодухість або затягне побачення з коханою, ніякого суду не потрібно — мало того, що називатимуть гніздюком, сиднем, полежаєм, тюхтієм, так ще й приліплять таке прізвисько, що соромно буде людям у вічі дивитися. Зате хоробрих у бою і вірних у товариськості нагороджували звучними прізвиськами, котрі багато до чого зобов'язували.
Одна голова, та десять язиків у козацького дотепника. Нагородження прізвиськом у січовиків було своєрідним іспитом для новачків. Як повинен був почуватися молодий козак, коли його називали, скажімо, Стріляйбабою або Завийвовком? Комусь такі прізвиська здавалися образливими, і вони навіть кидалися з кулаками на товаришів. Таких не поважали. Але більшість козаків все ж витримували характер. Сказано на глум, а ти бери собі на ум. Той, з кого кепкували, спокійно ставився до витівок козацького гурту, розуміючи, що придумування прізвиськ — то своєрідна розумова забава для козаків, сміхова культура. Він міг лише кинути: «каже чорт-зна що, аби даремно пара з рота не йшла».
З тих часів вільного козацького товариства пішли гуляти Україною веселі прізвища і прізвиська. Сьогодні, дивись, та й зустрінеш і Паливоду, і Самодригу, і Жуйбатька, і Півторадня, і Бабородича, і Пужайчереду. Трапляються і такі:
- Нетудихата;
- Небиймуха;
- Обійдихата;
- Непийпиво;
- Попсуйшапка;
- Валяйбаба;
- Заплюйсвічка;
- Золотопуп;
- Покипотелеця;
- Красножон;
- Погасисвічка;
- Голодрига;
- Немийнога;
- Убийвовк;
- Вирвидуб;
- Мартопляс;
- Дериземля;
- Доброштан;
- Семистяг;
- Шовкопляс;
- Бандера.

Поряд з іменами і прізвищами у селах продовжували звучати найрізноманітніші прізвиська. Якщо спитаєш про когось, трохи знайомого, то можеш почути у відповідь: «А по-вуличному не знаєте, як звуть?»
Багато сільських прізвиськ давали за ремеслом — Коваль, Гончар, Тесля, Швець. Дітей майстра в цьому випадку кликали: Коваленки, Гончаренки, Тесленки. Дружина могла носити інше прізвисько. Зустрічались і незвичайні заняття, що відбилися спочатку в прізвиськах, а потім і прізвищах — Давибаран, Сушириба, Козолуп, Кишкодеря.
Кожна людина в сільській громаді — на очах у всіх, кожного по-своєму обдаровували природа та сімейне виховання, кожен мав рису, що відрізняла його від інших. Все це, зазвичай, і місце в громаді визначало, і відбивалося у прізвиськах. Теліпайло, Говоруха, Тарабар, Чмихало, Зачепило, Острогляд, Дурноляп, Перевертун, Хандрига, Забігайло — влучне народне слово приклеювалося міцно, передавалося з роду в рід, нерідко втрачаючи свої початкові значення та зміст.

## Приклади прізвиськ
- У селі Чорногородка Київської області зафіксовано, зокрема, такі прізвиська: Щебету́н, Сама́ра, Матхе́й, Жук, Пі́вень, Кріт, Дядьола́, Горобе́ць, Ку́шта, Балма́к, Харла́н, Го́луб, Тронь, Пан, Цар [2].
- 60 Іванів Івановичів Полюховичів живуть у селі Серники Зарічненського району Рівненщини. Односельці розрізняють їх за вуличними прізвиськами — Ковпачок, Ябетка, Льотчик, Ризикант, Одуван, Гринь, Кашовар…[3]

## Класифікація прізвиськ
Як зазначає Павло Чучка, прізвисько — найчисельніший, найрізноманітніший і наймінливіший клас антропонімів.
Найбільший розряд становлять прізвиська, що характеризують людину за її особистими зовнішніми чи внутрішніми рисами (Головач, Переверникишка).
Крім фізичних і психічних ознак, мотивом для появи прізвиськ часто є рід діяльності, особливості мови чи мовлення, різні вчинки, територіальна чи етнічна характеристика особи, її соціальне становище (Перевізник, Притулинда, Француз). До цієї групи належить і більшість так званих шкільних чи учнівських прізвиськ.
На відміну від прізвищ, прізвиська цього розряду зберігають лексичне значення та емоційний відтінок, чим близькі до язичницьких імен наших предків. Майже всі вони однопоколінні, рідко передаються у спадок.
Менш численний розряд становлять прізвиська, які характеризують особу відносно її родичів. Серед них, як і серед прізвищ, виділяються патронімічні, метронімічні, андронімічні, гінеконімічні та інші утворення. Прізвиська цього розряду, як правило, не виражають експресії, часто передаються у спадок, стають родовими прізвиськами.

### Прізвиська в боксі
- Володимир Кличко — Доктор Стальний молот[4]
- Жан-Марк Мормек — Марксман